# Bernard Bragg
Pour les articles homonymes, voir Bragg.
Bernard Bragg, né le 27 septembre 1928 à Brooklyn (New York) et mort le 29 octobre 2018 à Los Angeles, est un humoriste sourd américain, ayant une notoriété mondiale au sein de la communauté sourde et le cofondateur de National Theatre of the Deaf.

## Biographie
Bernard Bragg est né le 27 septembre 1928 à Brooklyn (New York). Ses parents, Wolf et Jennie Bragg sont sourds et ils communiquent avec la langue des signes américaine. Wolf Bragg, son père, comédien amateur, a transmis à son fils sa passion pour le théâtre depuis son plus jeune âge.
En 1933, Bernard Bragg étudie à New York School for the Deaf et obtient son diplôme en 1947. Puis, il étudie au collège Gallaudet, où il sort diplômé en 1952. Bernard occupe un poste d'enseignement à la California School for the Deaf, à Berkeley pendant 15 ans de 1952 à 1967.
En 1956 à San Francisco, Bernard Bragg a rencontré le célèbre mime Marcel Marceau après avoir assisté à un de ses spectacles.
Il est à l'origine de l'art poétique Visual Vernacular.

## Filmographie
- 1979 : Ton nom est Jonah
- 2009 : Simone
- 2010 : See What I'm Saying: The Deaf Entertainers Documentary (traduction : Vois ce que je dis : le documentaire sur les Artistes sourds)
- 2013 : No Ordinary Hero: The SuperDeafy Movie

## Distinctions et récompenses
- Prix Edward Miner Gallaudet Award par l'université Gallaudet en 1978[7]